# Bodil Dybdal
Bodil Pauline Dybdal, född 20 november 1901 i Köpenhamn, död 4 juni 1992, var en dansk domare (da: højesteretsdommer). Hon var den första kvinnan i Danmark som innehade ämbetet som domare i Højesteret, Danmarks motsvarighet till Högsta domstolen i Sverige. Hon var även bland de första kvinnorna i Danmark som blev medlemmar i Dannebrogsorden efter att detta blev möjligt 1951. Hon tilldelades titeln Riddare av Dannebrogsorden 1951 och blev efterhand Riddare av 1:a graden (1954), Kommendör (1958) samt Kommendör av 1:a graden (1967). Hon mottog Dannebrogsordens Storkors 1971.
Bodil Dybdal kom från en ämbetsmannafamilj. Fadern, Theodor Dybdal, var etatsråd, polisdirektör samt borgmästare för Köpenhamns kommun 1898–1917. Hon var även systerdotter till landshövdingen (da: stiftamtmand) Anders Dybdal. Hon avlade studentexamen från N. Zahles Skole 1920 och tog en juridisk ämbetsexamen (cand. jur.) 1926. Kort därefter blev hon anställd som sekreterare i Københavns Overpræsidium (numera Statsforvaltningen Hovedstaden) och var även under en tid (1930–1932) fullmäktig advokat (da: sagførerfuldmægtig). Därefter blev hon anställd av Justitieministeriet, en på den tiden mansdominerad arbetsplats, och blev landets första kvinnliga ministersekreterare då hon arbetade för justitieminister Karl Kristian Steincke 1935–1937. Hon var anställd på Justitieministeriet 1933–1940, från 1939 som expeditionssekreterare, och arbetade samtidigt som sekreterare för Danmarks statsadvokat 1934–1940. Under en kort period var hon även konstituerad domare i såväl Vestre Landsret som Østre Landsret (1938–1939). Hon utnämndes därefter till domare för Köpenhamns tingsrätt (da: byret) 1940 och återigen för Østre Landsret 1949. Hon tillträdde ämbetet som højesteretsdommer 1953 som den första kvinnan i Danmark. Detta ämbete innehade hon fram till sin pensionering 1970. Åren 1967–1976 arbetade hon även för den Internationella domstolen i Haag. Hon gifte sig 1970 med domaren Jens Christian Andersen Herfelt.
Vid sidan om sitt arbete som domare har Bodil Dybdal även medverkat i ett flertal kommissioner, kommittéer och nämnder. Hon var ledamot av Fængselsnævnet (1945–1960), av Ankenævnet i Sager efter Forræderiloven (1946–1950), av Børnelovskommissionen (1949–1955) och av Straffelovskommissionen (1950–1954). Hon var dessutom ordförande av Nævnet vedrørende Forsikringsvirksomhed (1959) och valdes in som styrelseledamot av Den Danske Dommerforening (1954–1959). Dybdal innehade därutöver även ett antal styrelseuppdrag; ledamot av Dansk Forsorgsselskab (1939–1960), ordförande av kontrollorganet för Kolonien Filadelfias forsorg for epileptikere og sindslidende (1961–1966) samt inspektör av Optagelseshjemmet Engelsborg.